# Großsteingräber bei Satow
Die Großsteingräber bei Satow sind zwei megalithische Grabanlagen der jungsteinzeitlichen Trichterbecherkultur bei Satow, einem Ortsteil der Gemeinde Fünfseen im Landkreis Mecklenburgische Seenplatte (Mecklenburg-Vorpommern). Sie tragen die Sprockhoff-Nummern 432 und 433.

## Lage
Die beiden Gräber befinden sich etwa 2 km nordwestlich von Satow im Wald an der Gemeindegrenze zu Zislow. Beide Anlagen sind über Waldwege erreichbar. Grab 2 befindet sich auf Zislower Gemeindegebiet 500 m nordöstlich von Grab 1. Etwa 120 m östlich von Grab 1 befinden sich mehrere bronzezeitliche Grabhügel und 150 m südwestlich von Grab 2 befindet sich ein Schalenstein. Etwa 2 km westlich liegen die beiden Großsteingräber bei Zislow.

## Beschreibung

### Grab 1
Bei Grab 1 handelt es sich um einen kleinen, stark zerstörten, etwa nord-südlich orientierten erweiterten Dolmen, der ursprünglich von einem Rollsteinhügel ummantelt war. Von der Grabkammer sind noch vier Wandsteine und ein gesprengter Deckstein erhalten. Der südöstliche Wandstein steht sicher in situ, wahrscheinlich auch der nordwestliche Wandstein und der nördliche Abschlussstein. Letzterer nahm nur eine Hälfte der nördlichen Schmalseite ein, sodass Ernst Sprockhoff hier den Zugang vermutete.

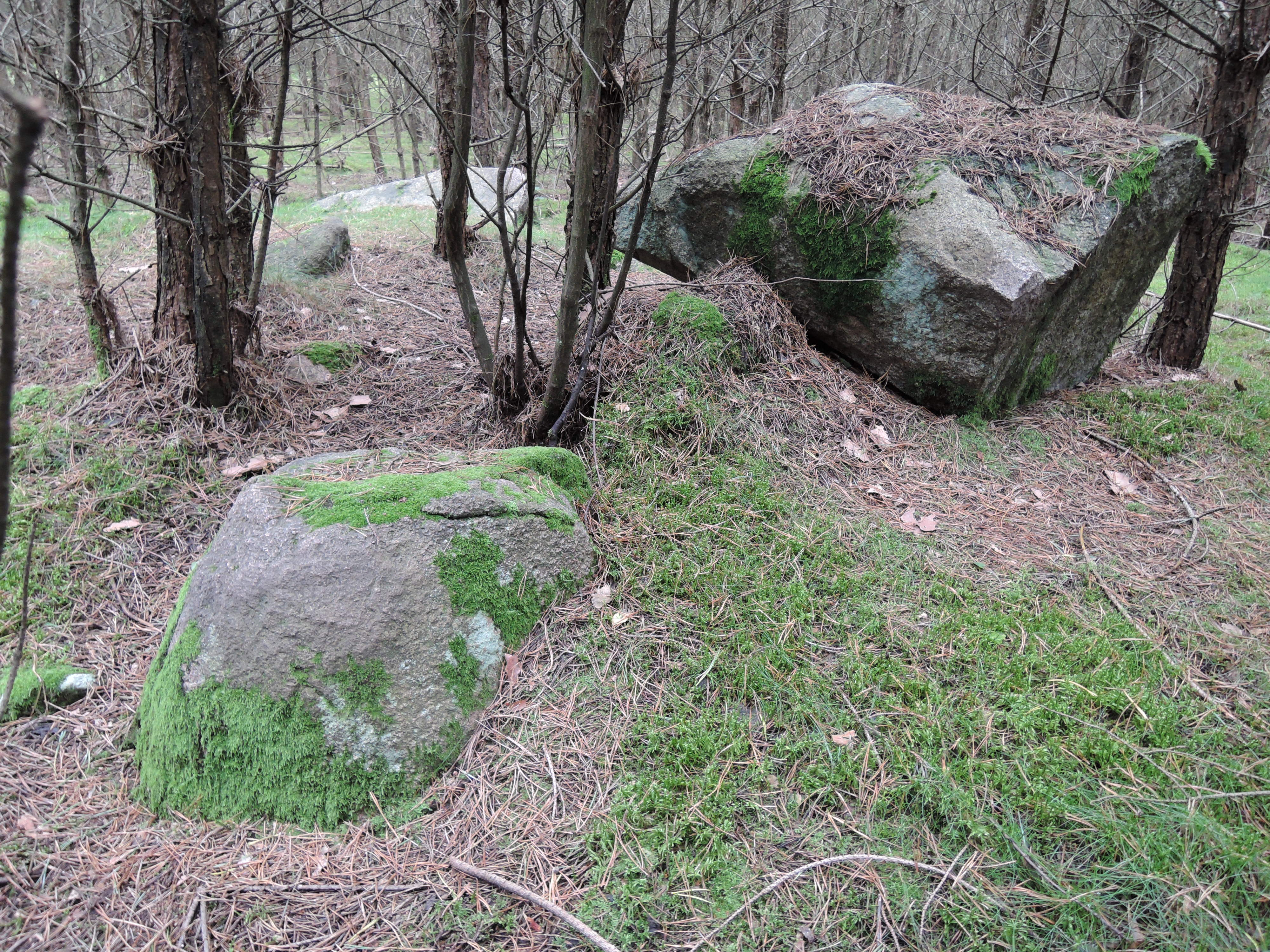
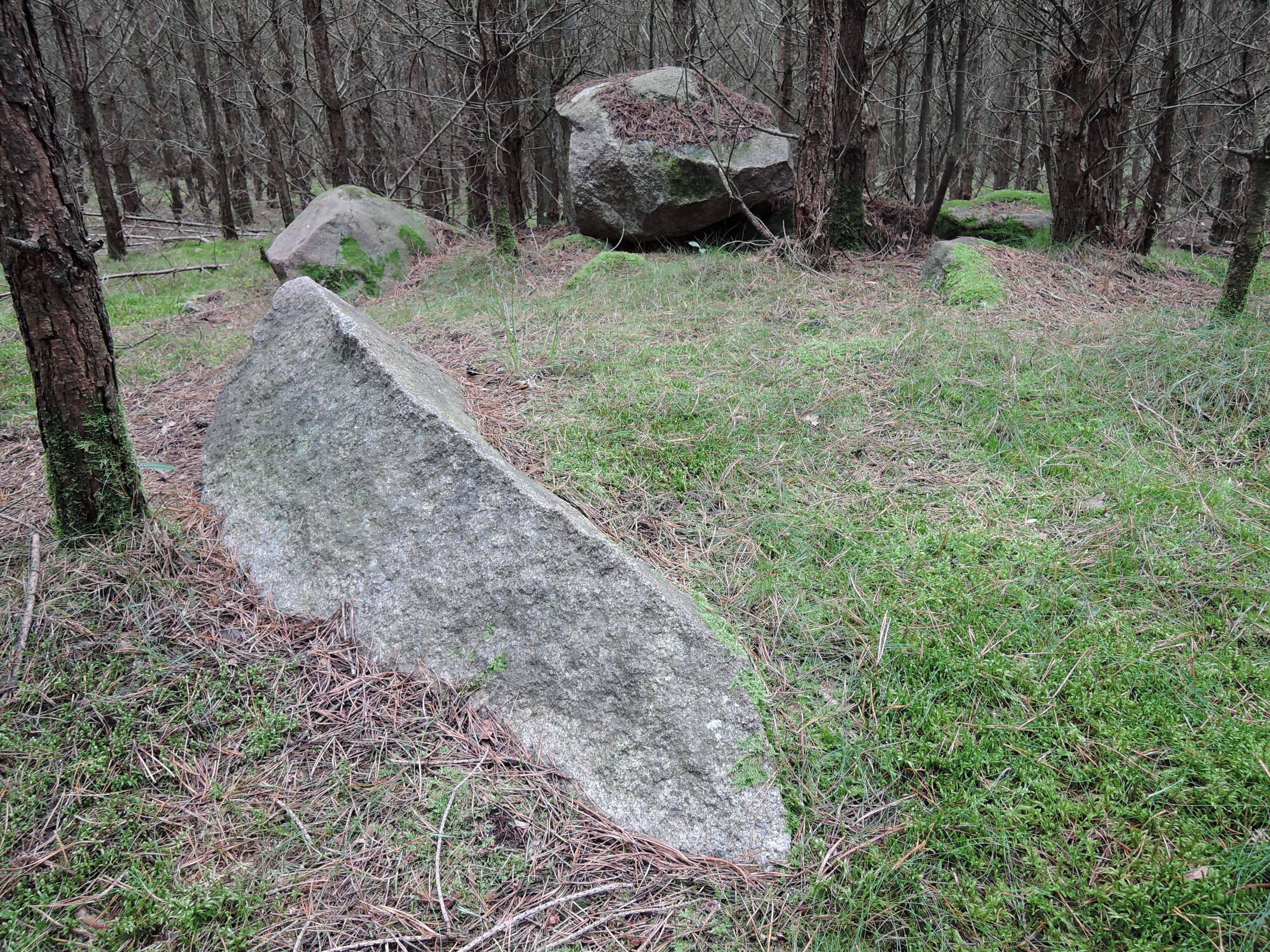
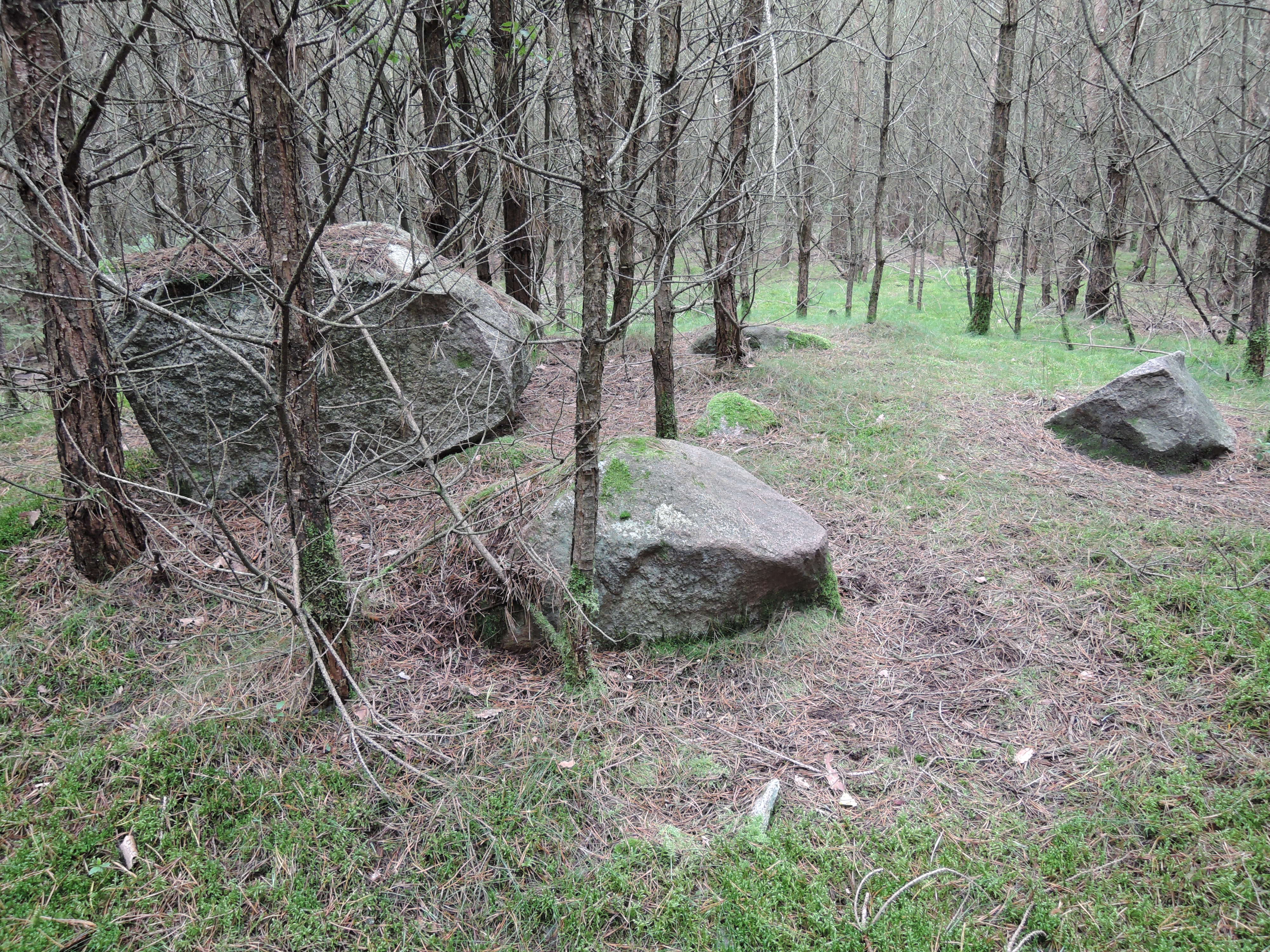
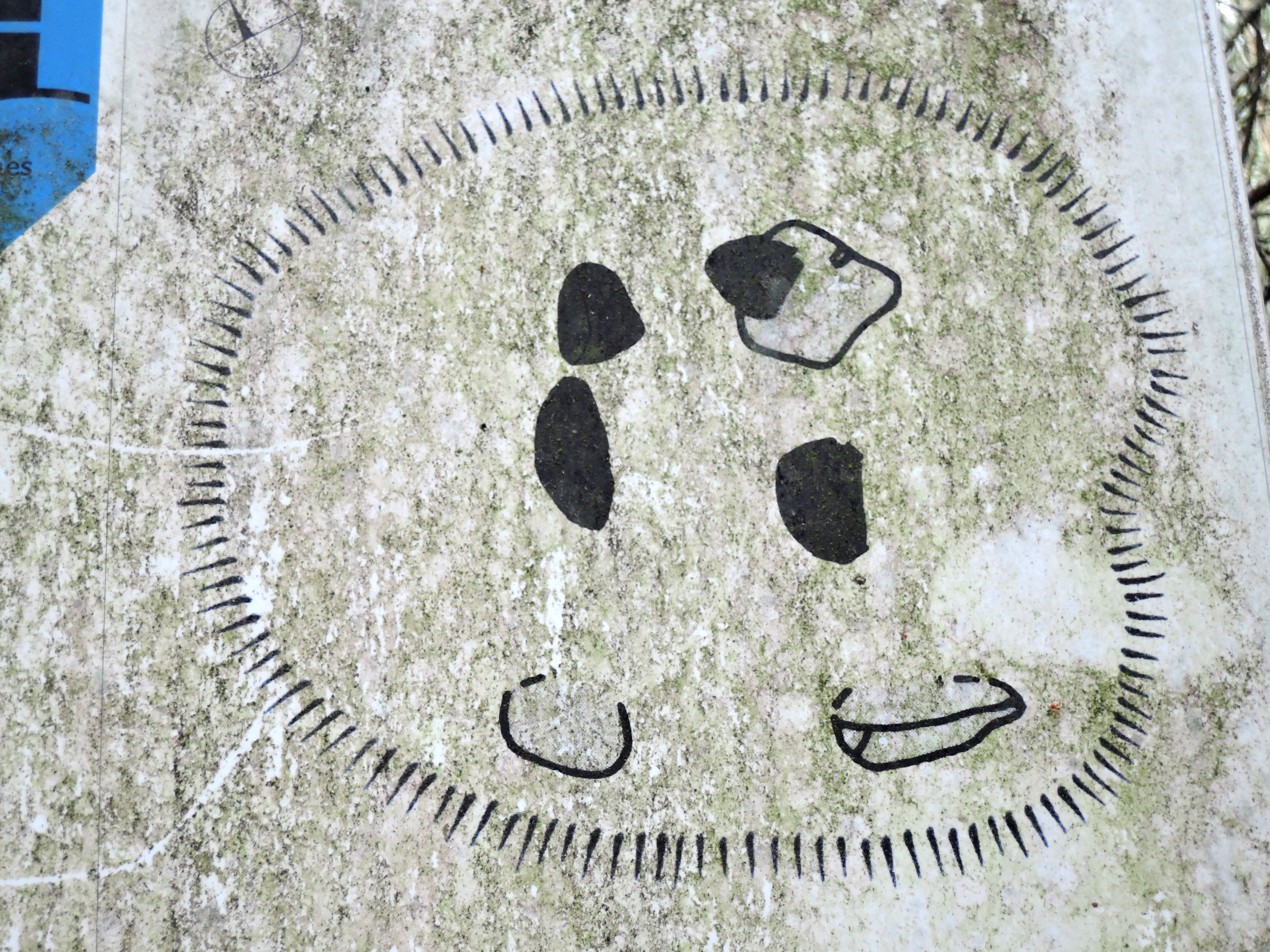

### Grab 2
Auch Grab 2 ist ein nord-südlich orientierter, ursprünglich von einem Rollsteinhügel ummantelter erweiterter Dolmen. Auch diese Anlage ist nur noch in Resten vorhanden. Es sind mehrere Steine erkennbar, darunter wohl drei in situ stehende Wandsteine.

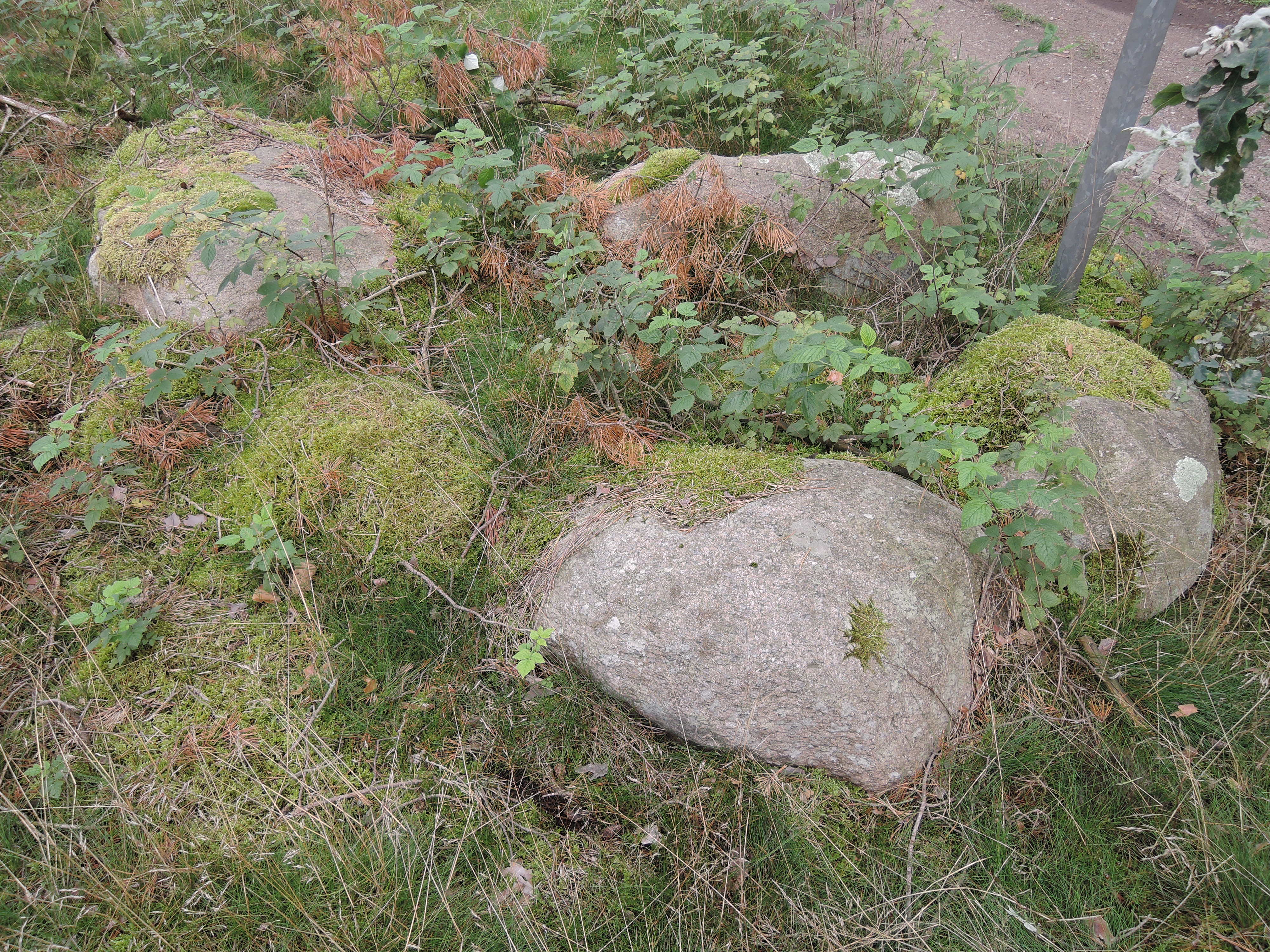
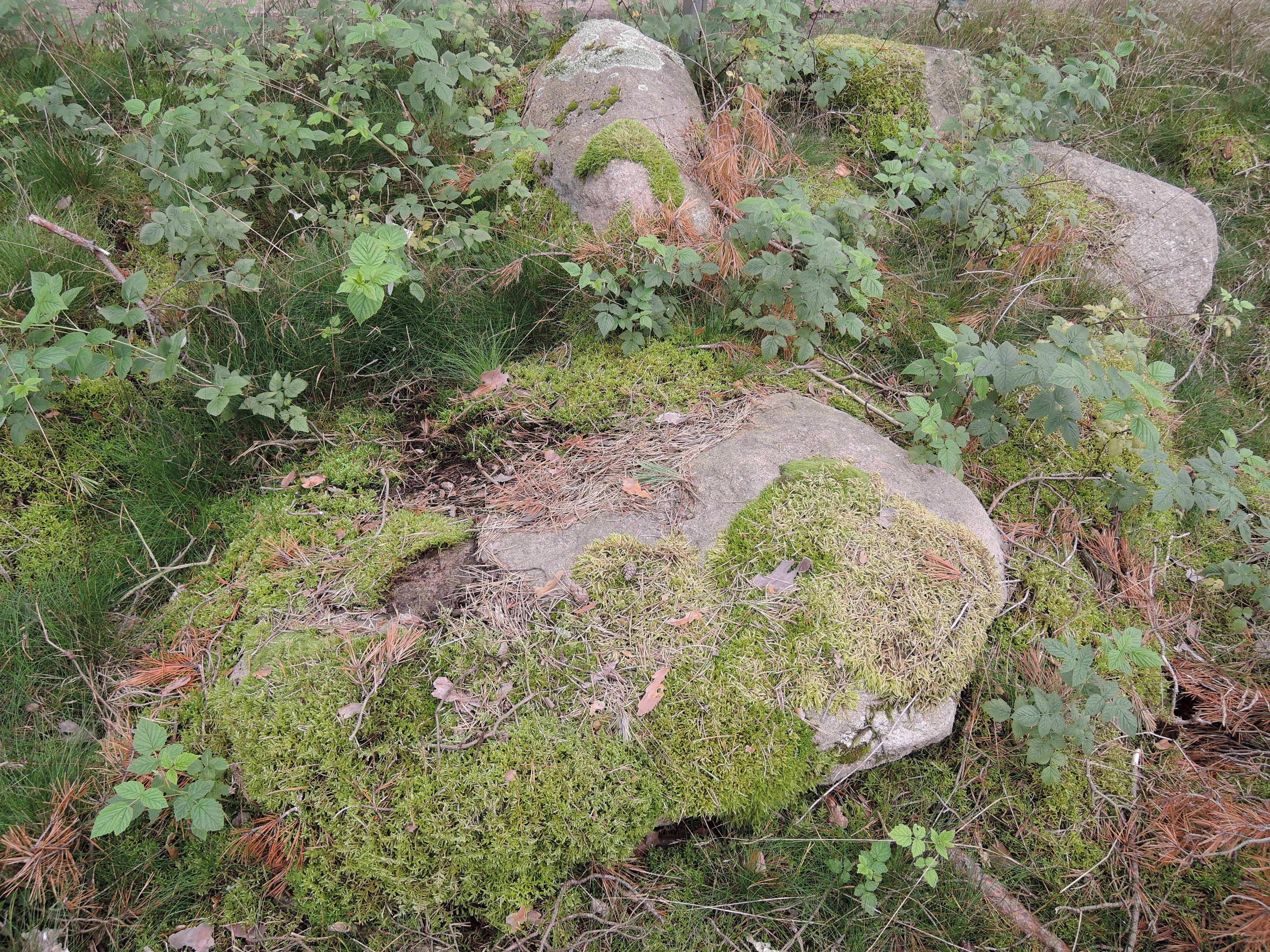
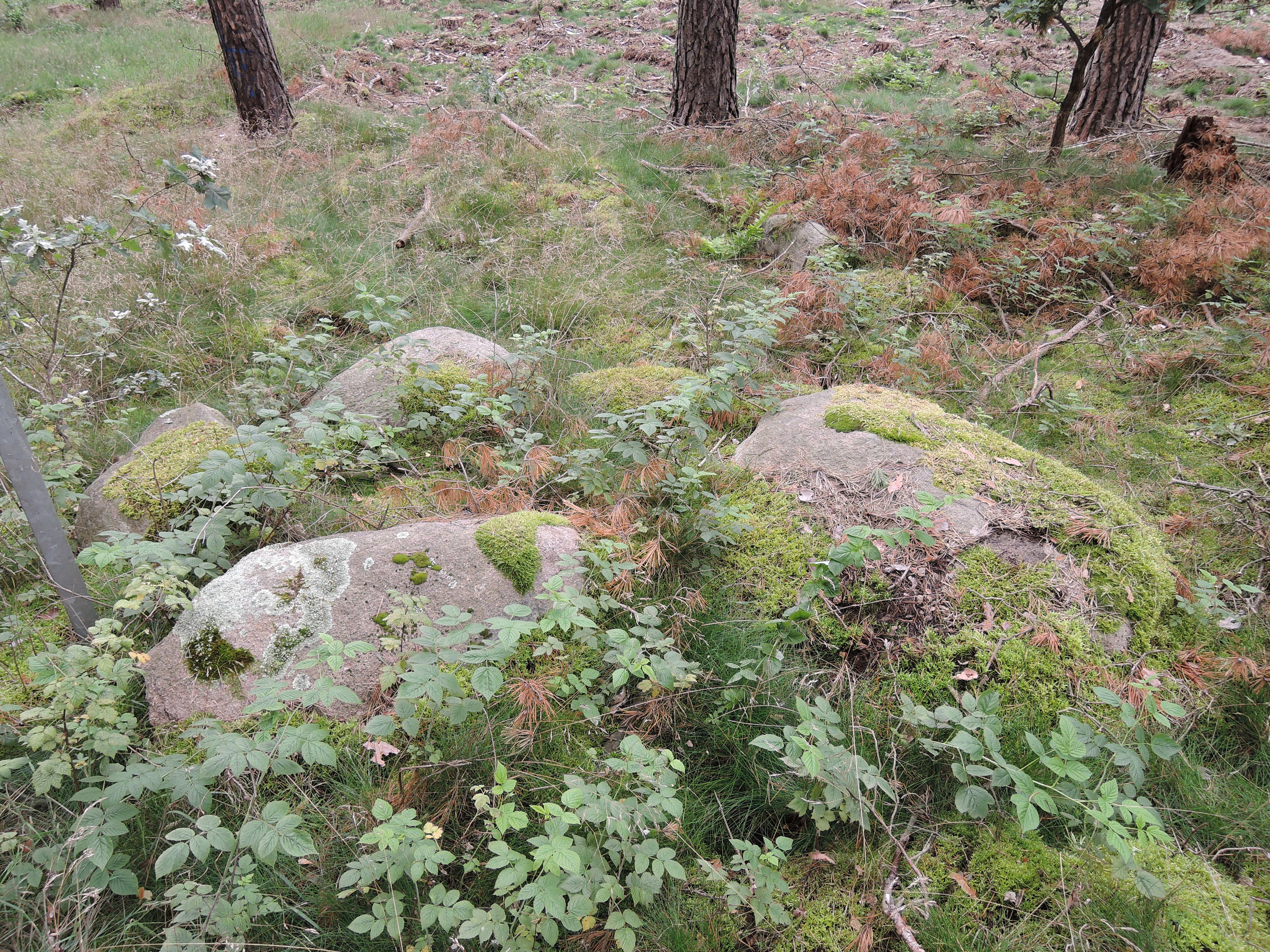
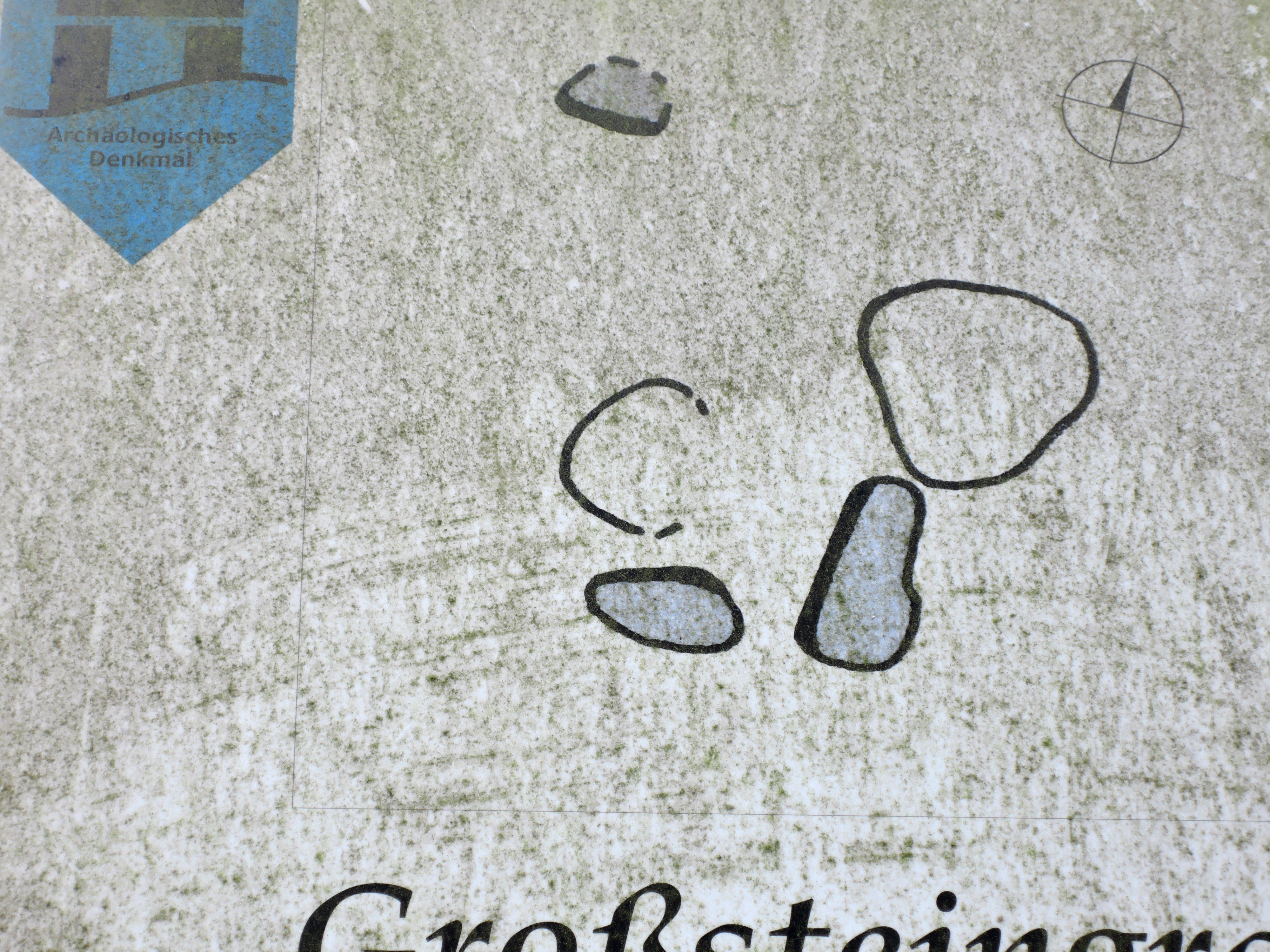